# 悪魔のサンタクロース 惨殺の斧
『悪魔のサンタクロース 惨殺の斧』（あくま - ざんさつのおの、Silent Night, Deadly Night）は、1984年のアメリカ映画。ホラームービー。

## 概要
サンタクロースに扮装した強盗に両親を殺された少年が、大人になってからサンタクロース姿の殺人鬼に変貌してしまうというストーリー。「子供の夢」を打ち壊す内容ゆえ、全米のキリスト教団体やPTAから猛烈な非難を浴び、一部の州では、公開禁止に追い込まれた例もあったという。しかしこの騒動ゆえに知名度が高まり、合計で5作もの続編シリーズが作られる運びとなった。
2012年、『サイレント・ナイト 悪魔のサンタクロース』という名前でリメイク映画が作成された。

## ストーリー
1971年のクリスマス。ビリー少年は、まだ赤ん坊の弟・リッキーや両親と共に、精神病院に入院している祖父を見舞いに行く。両親が医師から別室で病状の説明を受けている間、祖父はビリーに話しかける。
「サンタクロースがプレゼントをあげるのは、一年間で一度も悪いことをしなかった子供だけだ。一度でも悪いことをした子供は、サンタに罰せられてしまうんだ」。
その帰り道。一家はサンタクロースに扮した路上強盗に銃撃される。父親は一撃で殺され、母親も陵辱しようとするサンタに激しく抵抗したため、結果として殺されてしまう。
両親を失ったビリーとリッキーの兄弟は、孤児院に収容される。この孤児院の院長は厳格なシスターで、悪戯や性行為をした子供たちには容赦ない厳罰を科していた。中でも、サンタクロースを目の敵にして癇癪ばかり起こしているビリーは、一番のターゲットだった。こうして、虐待されつつも「いたずらとエッチには罰を」と洗脳されていく彼。
10数年が経ち、体格のいい青年に成長したビリーはおもちゃ屋に就職する。まじめな働きを店長に認められるが、幼少時代のトラウマをいまだに払拭できない。クリスマスが近づくにつれ苦悩は募るばかりだった。そんな悩みを知らない店長は、クリスマスセールの呼び物「サンタクロース」の役を彼に命じる。営業時間は何とか「サンタ役」をこなしていたビリーだったが営業終了後のクリスマスパーティーの席で、ある光景を見てしまう。それは、彼が憧れていた女性店員が、先輩の男性店員から性行為を迫られている場面だった。
「性行為には罰を」「サンタは罰を与える」
ふたつの持論がフラッシュバックしたサンタ衣装の彼は、発作的に先輩店員を絞殺。ショックで半狂乱になる女性店員をも確信犯で刺殺。さらに店長や他の店員も殺すと、壁に掛けてあった両刃の斧を手にしてクリスマスの街へ繰り出すのだった…

## 論争と反応
本作はポスターやテレビCMなどの宣伝にてサンタクロースの格好をした殺人鬼が登場するのを強調した為、1980年代のホラー映画の中で物議を醸す作品の一つとなった。PTAは映画の内容とクリスマスを題材とした点から、映画の公開中止を訴えた。しかし過去に同じ題材を扱った映画『サンタが殺しにやってくる』が公開された際には、本作の様な論争にはならなかった。
本作は1984年に公開された際には、評論家から否定的な評価を受けた。映画評論家シスケル&イーバートは映画を非難し、本作の製作クレジットを読み上げ「恥を知れ（shame, shame）」と罵しり、更にシスケルは「この映画は血で汚れた金で作られた（that all the money the filmmakers were making off of this film was blood money）」と発言した。レナード・マルティンは「無価値なスプラッター映画（...worthless splatter film）」とゼロ星の評価を下し、「今度は小児性犯罪者のイースターバニー映画でも作るのか？（What's next, the Easter Bunny as a child molester?）」とからかった。
その話題性から劇場やショッピングモールには映画に抗議する群衆が押しかけた。その影響からトライスター ピクチャーズは映画公開の6日後に映画の宣伝を止め、まもなく映画自体も上映中止された。その後、本作はAquarius Filmsによって1986年の春に再上映された。その際、宣伝では「クリスマス前夜（Twas the night before Christmas）」と言及し、映画自体もビリーがサンタの格好で武器を持つシーンのアップをカットする事で論争になる事を回避しようとした。
イギリスでは全英映像等級審査機構が存在した為公開・販売されなかった。また続編も1987年に「18歳未満視聴禁止」の許可を得るためのカットを配給側が拒否した為、ソフト発売されなかった。しかしその後、Arrow Filmsが2009年に本作を「18歳未満視聴禁止」の許可を申請し、2009年11月23日にはDVDが発売された。

## シリーズ作品
1. 悪魔のサンタクロース 惨殺の斧（1984年）監督：チャールズ・E・セリアー・Jr
2. 悪魔のサンタクロース2（1987年）監督：リー・ハリー
3. ヘルブレイン 血塗られた頭脳(原題：Silent Night, Deadly Night Ⅲ：Better Watch Out!)（1989年）監督：モンテ・ヘルマン
4. 新 死霊のしたたり(原題：Silent Night, Deadly Night 4：Initiation)（1990年）監督：ブライアン・ユズナ
5. キラー・ホビー オモチャが殺しにやって来る(原題：Silent Night, Deadly Night 5：The Toy Maker)（1991年）監督：マーティン・キトローザー
6. サイレント・ナイト 悪魔のサンタクロース（2012年）監督：スティーブン・C・ミラー